# المدرسة الكورية الدولية في هونغ كونغ
المدرسة الكورية الدولية في هونغ كونغ هي مدرسة دولية خاصة تقع في هونغ كونغ، الصين.

## الروابط الخارجية
1. ↑  Lai، Dicky؛ Chang، Berton (6 أغسطس 1997)، "All nationalities welcome at Korean International School"، The Standard، مؤرشف من الأصل في 2020-03-23، اطلع عليه بتاريخ 2009-06-08
2. ↑  One South Korean government source lists the year of foundation as 1988: 홍콩한국국제학교 (Korean International School of Hong Kong) (بالكورية), South Korea: National Institute for International Education Development, 2005, Archived from the original on 2008-02-14, Retrieved 2007-08-27